# 彈性上班時間優惠
彈性上班時間優惠是香港地鐵曾經推行的一項措施，在非繁忙時間向乘客提供優惠，以解決荃灣線彌敦道一段超出負荷的問題，前身為1988年6月與繁忙時間附加費同步推行的早晨特惠計劃。1990年，香港立法局建議改革非繁忙時間優惠制度，地鐵公司便於同年5月推行彈性上班時間優惠，乘客毋須購買月票也能享用，優惠時段為星期一至六早上八時前以及早上九時至九時半。隨著1998年東涌線通車並成功分流荃灣線乘客，地鐵公司於1999年6月取消彈性上班時間優惠。

## 詳情
- 平日星期一至五，早上8點前或早上9點至9點30分入閘」，可額外獲$2.50車費折扣。(按: 即是平日早上9點15分於油麻地站，使用成人通用儲值票入閘, 再用同一張票於尖沙咀站出閘, 原價$3.60, 減去「彈性時間車程」$2.50折扣後, 只收$1.10)
- 在彈性上班時間優惠時段入閘，閘機會顯示「彈性時間優惠」字樣。